# Smlouva o likvidaci raket středního a krátkého doletu
Smlouva o likvidaci raket středního a krátkého doletu (formálně anglicky Treaty Between the United States of America and the Union of Soviet Socialist Republics on the Elimination of Their Intermediate-Range and Shorter-Range Missiles a rusky Договор о ликвидации ракет средней и меньшей дальности, zkráceně INF, z Intermediate-Range Nuclear Forces Treaty) byla podepsána 8. prosince 1987 v Bílém domě americkým prezidentem Ronaldem Reaganem a Michailem Gorbačovem, generálním tajemníkem ústředního výboru Komunistické strany Sovětského svazu.
Obě mocnosti se v dokumentu zavázaly ke zničení balistických raket a střel s plochou dráhou letu určených k vypuštění ze země s doletem od 500 do 5 500 kilometrů. Spolu s nimi měla být zlikvidována rovněž odpalovací zařízení a související infrastruktura. Smluvní strany se zavázaly i k umožnění vzájemných kontrol naplňování dojednaných podmínek. INF byla následně 27. května schválena americkým Senátem a oběma signatáři definitivně ratifikována 1. června 1988. Po rozpadu Sovětského svazu přešly závazky vyplývající ze smlouvy na Rusko.

## Odstoupení ze strany USA
Americký prezident Donald Trump v roce 2018 oznámil, že Spojené státy od smlouvy odstoupí. Důvodem mělo být údajné porušování závazků ze strany Ruska, konkrétně vývoj a rozmístění raketového systému 9M729, na které už v minulosti upozornila předchozí administrativa Baracka Obamy. Rusko odmítá, že by smlouvu porušovalo. Ministr zahraničí Spojených států Mike Pompeo 1. února 2019 ohlásil, že k následujícímu dni země přestává být smlouvou vázána a zároveň spouští půlroční výpovědní lhůtu. Tento krok podpořila i Severoatlantická aliance. Rusko reagovalo stejným krokem, jeho prezident Vladimir Putin zároveň nařídil vývoj nových hypersonických raket středního doletu, které však podle něj Rusko rozmístí jen v případě, pokud stejný krok učiní Spojené státy.
The Bulletin of the Atomic Scientists ve své zprávě z února 2019, která vychází z veřejně dostupných dokumentů, uvádí, že smlouvu patrně porušovaly Spojené státy i Rusko. Americký odborník na jadernou problematiku Theodore Postol se také domnívá, že smlouvu porušovaly obě strany. Český ministr zahraničí Tomáš Petříček z porušení smlouvy obvinil Rusko. Smlouva nezahrnovala Čínu, která může bez omezení budovat svůj raketový arzenál, a to je podle některých komentátorů jeden z hlavních důvodů, proč Spojené státy od smlouvy odstoupily.

## Důsledky

Na základě smlouvy INF výrazně kleslo množství jaderných zbraní ve vlastnictví obou mocností.

K 1. červnu 1991, tedy ve lhůtě stanovené dokumentem, bylo oběma zeměmi zničeno celkem 2 692 kusů zbraní odpovídajících definici ve smlouvě. Sovětský svaz zničil celkem 1 846 svých raket, Spojené státy 846.
Zbraně vyřazené Spojenými státy:
- BGM-109G Gryphon (verze střely BGM-109 Tomahawk pro odpal ze země)
- Pershing 1a
- Pershing II

Zbraně vyřazené Sovětským svazem: (v závorce kódové označení NATO)
- R-12 Dvina (SS-4 Sandal)
- R-14 Čusovaja (SS-5 Skean)
- TR-1 Temp (SS-12 Scaleboard)
- RSD-10 Pioněr (SS-20 Saber)
- OTR-23 Oka (SS-23 Spider)
- RK-55 Granat (SSC-X-4 Slingshot)